# Guibourtia
Guibourtia — род покрытосеменных растений семейства бобовых (Fabaceae). Включает 16 видов, произрастающих в тропических районах Африки (13 видов) и Южной Америки (3 вида). Растут в дождевых лесах, а также вблизи рек и озёр.
Это вечнозелёные деревья, вырастающие до 40—50 м высоты, со стволом до 1—2 м в диаметре, часто с контрфорсами.

## Виды
Африка
- Guibourtia arnoldiana (De Wild. & T.Durand) J.Léonard — бенге, бензи, бубинга, эссинганг, кевазинго, м’пензе, мбенге, мутение, оливуолнат, ованг, уака
- Guibourtia carrissoana (M.A.Exell) J.Léonard — африканское розовое дерево
- Guibourtia coleosperma (Benth.) J.Léonard — африканское розовое дерево, фальшивое мопанэ, родезийское копаловое дерево
- Guibourtia conjugata (Bolle) J.Léonard
- Guibourtia copallifera Benn.
- Guibourtia demeusei (Harms) J.Léonard — африканское розовое дерево, акумэ, бубинга, эбана, эссинганг, кевазинго, кеуазинго, оквэни, ованг, уака
- Guibourtia dinklagei (Harms) J.Léonard
- Guibourtia ehie (A.Chev.) J.Léonard — амазакуэ, амазуэ, аноке, чёрная хедуа, эхиэ, хедуа, хедуанини, овангкол, шедуа
- Guibourtia leonensis J.Léonard
- Guibourtia pellegriniana J.Léonard — акумэ, бубинга, эссинганг, кевазинго, кевазингу, ованг, уака
- Guibourtia schliebenii (Harms) J.Léonard
- Guibourtia sousae J.Léonard
- Guibourtia tessmannii (Harms) J.Léonard — акумэ, биндинга, бубинга, эссинганг, кевазинго, ованг, уака

Южная Америка
- Guibourtia chodatiana (Hassl.) J.Léonard (иногда включается в Guibourtia hymenaefolia[3])
- Guibourtia confertiflora (Benth.) J.Léonard
- Guibourtia hymenaefolia (Moric.) J.Léonard

## Применение
Род известен прекрасной древесиной. Самая знаменитая древесина — бубинга, или кевазинго (Guibourtia tessmannii, Guibourtia demeusei). Известен также овангкол (Guibourtia ehie).
Кроме того, от видов рода Guibourtia получают конголезский копал.